# Ildikó
Ildikó byla 17. a poslední žena hunského krále Attily.
Attila se v roce 453 n. l. rozhodl oženit s Ildikó, která se tak měla stát jeho již sedmnáctou manželkou. Po svatební noci ráno byl však nalezen mrtev v kaluži krve. O tom, co se stalo, existují dvě verze. První říká, že Attilu zabila Ildikó ukrytým nožem. Historikové se však většinou přiklánějí k verzi, že se Attila udusil, když mu v noci začala prudce téct krev z nosu.
Někteří historikové ji považují za předlohu mytické postavy Gudrun.